# اولگا گونتار
اولگا گونتار (به انگلیسی: Olga Gontar) ژیمناست زادهٔ ۱۱ ژانویهٔ ۱۹۷۹ میلادی اهل کشور بلاروس است.